# Grise de Lituanie
La grise de Lituanie est une race bovine lituanienne. Elle porte aussi le nom de Lietuvos semieji. Son nom international est lithuanian light grey.

## Origine
C'est une race ancienne, autochtone du sud du pays. Cette race a fourni l'essentiel du lait à la population lituanienne pendant des siècles. L'introduction de la pie noire (holstein) a fait reculer les effectifs. Ce phénomène s'est accéléré dans les années 80 et 90 par des croisements anarchiques pour aboutir à l'omniprésence de la pie noire. La race, présente chez quelques éleveurs qui ne voulaient pas la voir disparaitre, s'est vue reconnaitre un statut de race en danger. Deux troupeaux sont élevés en race pure et de la semence a été congelée. Un travail de caractérisation du séquençage du génome est mené par l'institut vétérinaire lituanien. L'effectif en 2000 était de 1700 animaux dont 133 vaches et 9 taureaux inscrits. La semence de 9 mâles a été stockée.

## Morphologie
Elle porte une robe gris bleuté. Il existe des variantes de robe à tête gris pâle ou à jambes blanches. Il existe quelques individus nés spontanément bruns. Les muqueuses sont de couleur sombre et elle porte de courtes cornes en croissant. 
La vache mesure 128 cm au garrot pour 530 kg et le taureau 132 cm pour 900 kg.

## Aptitudes
C'est une race classée mixte. Elle produit 4500 kg d'un lait riche en matières grasses (4,35 %) et en protéines. (3,26 %) 